# Гітіка Джахар
Гітіка Джахар (англ. Geetika Jakhar; нар. 18 серпня 1985, Агроха, округ Гісар, штат Хар'яна) — індійська борчиня вільного стилю, бронзова та дворазова срібна призерка чемпіонатів Азії, бронзова та срібна призерка Азійських ігор, дворазова чемпіонка та срібна призерка чемпіонатів Співдружності, срібна призерка Ігор Співдружності.

## Біографія
Боротьбою почала займатися з 1999 року. Чемпіонка Азії 2004 року серед юніорів. Срібна призерка чемпіонату Азії 2005 року серед юніорів. Того ж року такого ж результату досягла на світовій юніорській першості.
Виступає за S.A.I. Center, місто Гісар.
У 2006 році за спортивні досягнення була нагороджена премією «Арджуна».

## Спортивні результати на міжнародних змаганнях

### Виступи на Чемпіонатах світу
| Змагання                        | Збірна | Вагова категорія          | Місце |
| ------------------------------- | ------ | ------------------------- | ----- |
| Чемпіонат світу з боротьби 2002 | Індія  | жіноча боротьба, до 63 кг | 8     |
| Чемпіонат світу з боротьби 2003 | Індія  | жіноча боротьба, до 63 кг | 10    |
| Чемпіонат світу з боротьби 2005 | Індія  | жіноча боротьба, до 63 кг | 21    |
| Чемпіонат світу з боротьби 2007 | Індія  | жіноча боротьба, до 63 кг | 29    |
| Чемпіонат світу з боротьби 2008 | Індія  | жіноча боротьба, до 63 кг | 16    |
| Чемпіонат світу з боротьби 2009 | Індія  | жіноча боротьба, до 67 кг | 12    |
| Чемпіонат світу з боротьби 2013 | Індія  | жіноча боротьба, до 63 кг | 21    |

### Виступи на Чемпіонатах Азії
| Змагання                       | Збірна | Вагова категорія          | Місце  |
| ------------------------------ | ------ | ------------------------- | ------ |
| Чемпіонат Азії з боротьби 2003 | Індія  | жіноча боротьба, до 63 кг | Срібло |
| Чемпіонат Азії з боротьби 2004 | Індія  | жіноча боротьба, до 63 кг | 4      |
| Чемпіонат Азії з боротьби 2005 | Індія  | жіноча боротьба, до 63 кг | Срібло |
| Чемпіонат Азії з боротьби 2007 | Індія  | жіноча боротьба, до 67 кг | 7      |
| Чемпіонат Азії з боротьби 2008 | Індія  | жіноча боротьба, до 63 кг | 5      |
| Чемпіонат Азії з боротьби 2009 | Індія  | жіноча боротьба, до 67 кг | 7      |
| Чемпіонат Азії з боротьби 2010 | Індія  | жіноча боротьба, до 67 кг | 5      |
| Чемпіонат Азії з боротьби 2013 | Індія  | жіноча боротьба, до 63 кг | Бронза |

### Виступи на Азійських іграх
| Змагання           | Збірна | Вагова категорія          | Місце  |
| ------------------ | ------ | ------------------------- | ------ |
| Азійські ігри 2006 | Індія  | жіноча боротьба, до 63 кг | Срібло |
| Азійські ігри 2014 | Індія  | жіноча боротьба, до 63 кг | Бронза |

### Виступи на Кубках світу
| Змагання                    | Збірна | Вагова категорія          | Місце |
| --------------------------- | ------ | ------------------------- | ----- |
| Кубок світу з боротьби 2004 | Індія  | жіноча боротьба, до 63 кг | 7     |

### Виступи на Чемпіонатах Співдружності
| Змагання                                | Збірна | Вагова категорія          | Місце  |
| --------------------------------------- | ------ | ------------------------- | ------ |
| Чемпіонат Співдружності з боротьби 2003 | Індія  | жіноча боротьба, до 63 кг | Золото |
| Чемпіонат Співдружності з боротьби 2005 | Індія  | жіноча боротьба, до 63 кг | Золото |
| Чемпіонат Співдружності з боротьби 2007 | Індія  | жіноча боротьба, до 63 кг | Срібло |

### Виступи на Іграх Співдружності
| Змагання                | Збірна | Вагова категорія          | Місце  |
| ----------------------- | ------ | ------------------------- | ------ |
| Ігри Співдружності 2014 | Індія  | жіноча боротьба, до 63 кг | Срібло |

### Виступи на інших змаганнях
| Змагання                                                        | Збірна | Вагова категорія          | Місце  |
| --------------------------------------------------------------- | ------ | ------------------------- | ------ |
| Олімпійський кваліфікаційний турнір з боротьби 2004 (Туніс)     | Індія  | жіноча боротьба, до 63 кг | 11     |
| Олімпійський кваліфікаційний турнір з боротьби 2004 (Мадрид)    | Індія  | жіноча боротьба, до 63 кг | 15     |
| Олімпійський кваліфікаційний турнір з боротьби 2008 (Хапаранда) | Індія  | жіноча боротьба, до 63 кг | 5      |
| Олімпійський кваліфікаційний турнір з боротьби 2012 (Гельсінкі) | Індія  | жіноча боротьба, до 63 кг | 19     |
| Pro Wrestling League 2015                                       | Індія  | команда                   | Срібло |
| Олімпійський кваліфікаційний турнір з боротьби 2016 (Стамбул)   | Індія  | жіноча боротьба, до 69 кг | 15     |

### Виступи на змаганнях молодших вікових груп
| Змагання                                      | Збірна | Вагова категорія          | Місце  |
| --------------------------------------------- | ------ | ------------------------- | ------ |
| Чемпіонат світу з боротьби серед юніорів 2003 | Індія  | жіноча боротьба, до 63 кг | 5      |
| Чемпіонат Азії з боротьби серед юніорів 2004  | Індія  | жіноча боротьба, до 67 кг | Золото |
| Чемпіонат Азії з боротьби серед юніорів 2005  | Індія  | жіноча боротьба, до 63 кг | Срібло |
| Чемпіонат світу з боротьби серед юніорів 2005 | Індія  | жіноча боротьба, до 63 кг | Срібло |